# 城陽井手木津川バイパス
城陽井手木津川バイパス(じょうよういできづがわバイパス）は京都府の南部、木津川右岸地域の国道24号における、交通混雑の緩和及び交通安全の確保、また災害時の道路ネットワーク強化を図り、地域振興の支援を目的とする延長11.2 km（キロメートル）の事業。

## 概要
新名神高速道路の城陽SIC付近の城陽市富野を起点に井手町を通り木津川市山城町上狛に至る国道24号のバイパス道路。
木津川の後背地や堤防を通る現道に対し、想定浸水区域を避けた山側を通る山道となるがトンネルは予定されていない。
- 事業名 - 一般国道24号 城陽井手木津川バイパス
- 起点 - 京都府城陽市富野
- 終点 - 京都府木津川市山城町上狛
- 延長 - 11.2 km
- 道路規格 - 第3種第2級
- 設計速度 - 60 km/h
- 車線数 - 2車線
- 整備主体 - 国土交通省近畿地方整備局京都国道事務所

## 歴史
- 2019年（平成31年）2月 - 都市計画が決定。
- 2019年度（平成31年度・令和元年度）度 - 事業化。

防災・減災、国土強靱化に向けた道路の5か年対策プログラムでは、2022年度（令和4年度）に城陽 - 井手地区改良工着手予定としている。

## 地理

### 通過する自治体
- 京都府
  - 城陽市 - 綴喜郡井手町 - 木津川市

### 交差する道路
| 交差する道路              | 交差する場所 | 交差する場所 | 交差する場所   | 備考                                                                              |
| ------------------------- | ------------ | ------------ | -------------- | --------------------------------------------------------------------------------- |
| 都市計画道路東部丘陵線    | 京都府       | 城陽市       | 交差点名称未定 | 起点 城陽SIC付近 東部丘陵線は新名神高速道路側道                                   |
| 国道307号（青谷バイパス） | 京都府       | 城陽市       | 交差点名称未定 |                                                                                   |
| 京都府道321号和束井手線   | 京都府       | 井手町       | 交差点名称未定 | 付近に井手町役場・テオテラスいでがあり、 道の駅登録を目指している。               |
| 国道163号現道・バイパス   | 京都府       | 木津川市     | 木津川橋交差点 | 終点 国道163号現道および 163号バイパス（都市計画道路東中央線） 道の駅設置構想有り |

### 沿線
起点付近に京都城陽プレミアム・アウトレットが建築中のほか青谷梅林、国道307号付近に企業団地「京都山城白坂テクノパーク」、防災拠点として不動川公園が不動川付近にある。